# 神原渓谷
神原渓谷（こうばるけいこく）は、大分県竹田市の大野川水系の支流神原川にある渓谷。祖母傾国定公園に指定されている。

## 概要
祖母山北麓に源を発する神原川に延長約9kmにわたって続く渓谷で、御社の滝、1合目の滝などがある。新緑、紅葉の名所として知られており、川沿いには祖母山登山道が整備され、シーズンにはハイカーや登山者でにぎわう。また、エノハ（ヤマメ）をはじめとする渓流釣りも盛んである。5月から10月には祖母山麓神原キャンプ場もオープンする。大野川の源流のひとつでもあり、源流の碑が立てられている。
神原渓谷に架かる神原渓谷大橋は、2002年5月31日に竣工した橋長236m、アーチ支間135mのコンクリートアーチ橋で、ロアリング工法という工法で施工された橋としては、支間が日本国内で最も大きい（世界でも第2位）橋である。

## 交通
- 鉄道・バス：JR九州豊肥本線豊後竹田駅から大野竹田バス神原行きで約40分、終点下車、徒歩約15分